# Mesosa rosa
Mesosa rosa là một loài bọ cánh cứng trong họ Cerambycidae.